# Giulio Fantuzzi
Giulio Fantuzzi (ur. 17 września 1950 w Reggio nell’Emilia) – włoski polityk i samorządowiec, poseł do Parlamentu Europejskiego III i IV kadencji.

## Życiorys
Absolwent budownictwa lądowego na Uniwersytecie Bolońskim. Był działaczem Włoskiej Partii Komunistycznej, a po kolejnych przemianach partyjnych w latach 90. działał w Demokratycznej Partii Lewicy i Demokratach Lewicy, pełniąc do 2006 funkcję sekretarza tej partii w prowincji Reggio Emilia. W latach 1975–1980 zajmował stanowisko burmistrza Correggio, a od 1987 do 1991 burmistrza Reggio nell’Emilia.
W latach 1989–1999 sprawował mandat eurodeputowanego III kadencji z ramienia PCI i IV kadencji z ramienia PDS. Pracował m.in. w Komisji ds. Rolnictwa, Rybołówstwa i Rozwoju Wsi oraz Komisji ds. Kontroli Budżetu. Następnie do 2005 kierował włoską konfederacją rolników CIA (Confederazione italiana agricoltori) w regionie Emilia-Romania, od 2005 do 2007 był natomiast prezesem publicznego konsorcjum transportowego ACT (Azienda Consorziale Trasporti). W 2007 wraz z Demokratami Lewicy dołączył do Partii Demokratycznej, od 2008 do 2010 stał na czele prowincjonalnych struktur PD.